# نظرية الغزو
نظرية الغزو أو الإغارة هو أسلوب لتفسير التغيرات في المجتمعات السابقة يعتمد على فكرة الغزو الخارجي ليكون بمثابة المادة المحفزة للأفكار الجديدة التي تظهر في ثقافة ما، على سبيل المثال، وصول الأنواع الجديدة من الفنون أو أساليب البناء التي ظهرت في السجلات المادية.
كانت الإغارة منهجًا رائجًا في تفسير التغير الاجتماعي بين علماء الآثار حتى الستينيات من القرن العشرين عندما ازداد تبني المناهج التي تعامل فترة ما قبل التاريخ باعتبارها فترات حربية، مثل التهجير. ويرتبط منهج الإغارة بأفكار الانتشار الثقافي والانتشار الثقافي الزائد التي كانت تقوم غالبًا على الحركات الشعبية الجماعية المقدسة والموجات المتتالية من الغزاة الذين ينشرون الأفكار الجديدة في المناطق المختلفة.
رغم أن هذا المنهج قد أُبطل عمومًا فلا يزال مطبقًا في حالات معينة. ولكن يعامل تطبيقه بحذر كبير مثلما كان الأمر في الماضي وتحتاج تلك النظريات الآن إلى أدلة راسخة بدلاً من الاعتماد على افتراضات مزعومة.